# Kloster Duissern
Das Kloster Duissern war eine Zisterzienserinnenabtei in Duissern, Duisburg. 

## Geschichte
Das Kloster wurde im November 1234 gegründet, nachdem der Duisburger Bürger Alexander de Cassels durch Landschenkungen die wirtschaftliche Grundlage des Klosters gesichert hatte. Zunächst bezogen 13 Nonnen aus dem Zisterzienserinnenkloster Saarn das neue Kloster, 1237 wurde die Zahl der Nonnen auf 25 erhöht. Die geistige Aufsicht führte das Kloster Kamp.
Bereits 1243 ließ Gernand, Burggraf zu Kaiserswerth und damaliger kaiserlicher Reichsvogt von Duisburg, das Kloster in die Nähe der Ruhr an den Hang des Kaiserberges verlegen, jedoch ließ der leicht rutschende Tonboden des Berges keine Errichtung sicherer Fundamente zu, so dass die Nonnen kurz darauf an ihren ursprünglichen Standort nach Duissern zurückkehrten. Durch den Erwerb des Monninghofes 1286 wurde das Kloster zum Meistberechtigten im Duisburger Wald. Die Abtei verfügte gemäß dem Archivalienverzeichnis über erhebliche Einkünfte.
Vor dem Hintergrund der Reformation und drohender kriegerischer Auseinandersetzung pachtete die damalige Äbtissin Agnes von Nunum das leerstehende Minoritenkloster, und die Nonnen des Klosters zogen 1582 in die Stadt Duisburg. 1587 wurde das Kloster Duissern von den Söldnern des in niederländischen Diensten stehenden Martin Schenk von Nideggen niedergebrannt. Nachdem sich 1589 bergische Truppen in den Ruinen des Klosters unmittelbar vor den Toren Duisburgs festgesetzt hatten, ließ die Stadt nach deren Abzug die Reste des Klosters 1590 abreißen. Die einzige bildliche Darstellung des Klosters Duissern befindet sich auf dem Corputius-Plan von 1566.
1608 kaufte die Äbtissin Margarete von Vieffhausen das Dreigiebelhaus an der Niederstraße als neuen Sitz des Klosters. Im Verlaufe des 16. Jahrhunderts entwickelte sich das Kloster zu einem adeligen Stift, wie es 1623 erstmals in einer Urkunde genannt wurde, das nur noch dem Adel entstammende Nonnen aufnahm. 1694 errichtete das Kloster, dessen Gelände von Oberstraße, Niederstraße, Nonnengasse und Klosterstraße begrenzt wurde, eine eigene kleine Kirche.
1806 wurde das Kloster aufgelöst, den damals das Kloster bewohnenden Nonnen wurde eine Rente auf Lebenszeit gezahlt. Teile des Klosters wurden ab 1812 als Gendarmeriekaserne genutzt, in einem anderen Teil wurde eine katholische Schule errichtet. Das Dreigiebelhaus kam 1961 in den Besitz der Stadt Duisburg.
Reste des ursprünglichen Klosters Duissern wurden in den 1920er Jahren bei Grabungen an der Ecke Oranien- und Hansastraße gefunden.